# American Ninja 2: The Confrontation
American Ninja 2: The Confrontation (conocida en el mercado hispanoparlante como El guerrero americano II o El ninja americano 2: la confrontación) es una película de acción de 1987 dirigida por Sam Firstenberg y protagonizada por Michael Dudikoff y Steve James. Es una secuela de American Ninja (1985).

## Argumento
Joe Armstrong, el único ninja americano, y su compañero Curtis Jackson, son enviados a una isla del Caribe en la que han desaprecido misteriosamente un gran número de marines norteamericanos. Su misión es encontrarlos. Poco después de haber llegado allí son atacados por ninjas con el propósito de raptarlos. Sin embargo fracasan en el intento y tiene ahora certeza que ninjas están metidos en el asunto.  
Durante sus posteriores investigaciones descubren que un marine fue chantajeado para ayudar en los raptos por encargo de un hombre llamado El León, en los que esos ninjas también han estado ayudando. Poco tiempo después el marine es asesinado para que no hable más y el crimen es encubierto por los poderosos de la isla.
Sin embargo no se rinden. Ayudados poco tiempo después por la hija de un científico llamada Alicia Sandborn que también ha sido secuestrado, descubren que el responsable llamado El León es un gran traficante de drogas que pretende crear con la ayuda del ADN de los marine un ejército de ninjas perfectos mediante la ingeniería genética con la ayuda de su padre para proteger sus negocios con ellos y que ha sobornado a los poderosos de la isla para que le ayuden con sus crímenes.
Después de encontrar a su padre, el profesor Sandborn, Joe Armstrong encuentra a los marines secuestrados y los defiende ante los ninjas del traficante de droga, mientras que los marines, armados y guiados por Jackson, atacan el lugar donde están secuestrados en un ataque sorpresa para apoyar los esfuerzos de rescatar los marine. 
Los secuaces de El León son vencidos, El León es matado por el profesor Sandborn muriendo él por el camino en venganza por lo que le hizo destruyendo también el laboratorio donde estaban creando esos ninjas, mientras que los poderosos de la isla son arrestados por los marines. Luego, habiendo cumplido su misión, ambos se van del lugar después de haberse despedido de todos. 

## Reparto
- Michael Dudikoff - Joe Armstrong
- Steve James - Curtis Jackson
- Larry Poindexter - Charlie
- Gary Conway - El León
- Jeff Celentano - Wild Bill
- Michelle Botes - Alicia Sanborn
- Mike Stone - Tojo Ken
- Ralph Draper - Profesor Sandborn

## Producción
Tras el éxito en 1985 de la primera película y el fin de la relación de Chuck Norris con la productora Cannon, la productora decidió en esa situación no escapar el boom ninja que habían provocado, por lo que dos años después ellos hicieron esta secuela de la original.

## Recepción
La película fue un éxito de taquilla. Recaudó en los Estados Unidos cuatro millones de dólares habiendo costado el filme solo 350 000 de dólares. El éxito dio paso a otras secuelas.
Hoy en día la película ha sido valorada en Internet por el portal cinematográfico IMDb. Con 9.117 votos registrados al respecto, la obra cinematográfica obtiene en ese portal una media ponderada de 2,7 sobre 10.